# Maxu (köpinghuvudort i Kina, Jiangxi Sheng, lat 28,13, long 116,47)
Maxu är en köpinghuvudort i Kina. Den ligger i provinsen Jiangxi, i den sydöstra delen av landet, omkring 84 kilometer sydost om provinshuvudstaden Nanchang. Antalet invånare är 43 340. Befolkningen består av 20 519 kvinnor och 22 821 män. Barn under 15 år utgör 23,0 %, vuxna 15-64 år 69 %, och äldre över 65 år 7,0 %.
Runt Maxu är det ganska tätbefolkat, med 192 invånare per kvadratkilometer. Närmaste större samhälle är Fuzhoushi, 18,5 km sydväst om Maxu. Trakten runt Maxu består till största delen av jordbruksmark.
Genomsnittlig årsnederbörd är 2 491 millimeter. Den regnigaste månaden är juni, med i genomsnitt 454 mm nederbörd, och den torraste är oktober, med 26 mm nederbörd.